# روبرت ديكسون هيرمان
روبرت ديكسون هيرمان (بالإنجليزية: Robert Dixon Herman)‏ هو محامي وضابط وقاضي وسياسي أمريكي، ولد في 24 سبتمبر 1911 في الولايات المتحدة، وتوفي في 5 أبريل 1990 في هاريسبرج في الولايات المتحدة. حزبياً، نشط في الحزب الجمهوري. وقد انتخب عضو مجلس نواب بنسيلفانيا.